# Deriva continental

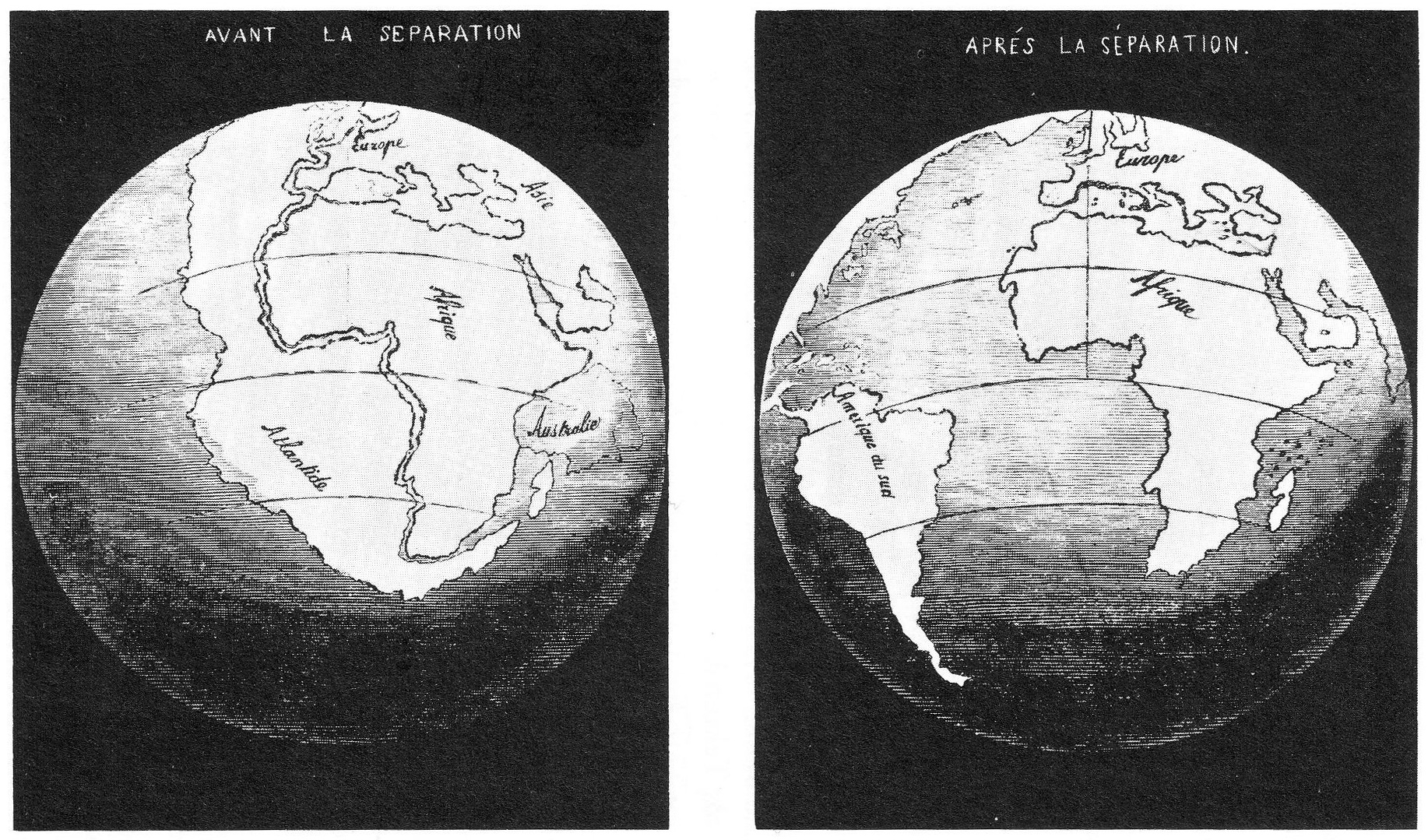
Ilustração feita pelo geógrafo Antonio Snider-Pellegrini, em 1858, ilustrando a justaposição das margens africana e americana do Oceano Atlântico.

A teoria da deriva continental foi apresentada pelo geólogo e meteorologista alemão Alfred Wegener em 1913, com a publicação de sua obra clássica "A Origem dos Continentes e Oceanos" (Die Entstehung der Kontinente und Ozeane). Wegener defendia que os continentes, hoje separados por oceanos, já estiveram unidos numa única massa de terra no passado, denominada por ele de Pangeia (do grego "Terra única"). Essa união teria perdurado do Carbonífero superior, há cerca de 335 milhões de anos, até o Jurássico superior, aproximadamente 190 milhões de anos, quando a Laurásia (atuais América do Norte e Eurásia) se separou do Gondwana, que por sua vez, também se fragmentou já no Cretáceo inferior.
Muito tempo antes de Wegener, outros cientistas notaram este fato. A ideia da deriva continental surgiu pela primeira vez no final do século XVI, com o trabalho do cartógrafo Abraham Ortelius. Na sua obra de 1595, Thesaurus Geographicus, Ortelius sugeriu que os continentes estiveram unidos no passado. A sua sugestão teve origem apenas na similaridade geométrica das costas atuais da Europa e África com as costas da América do Norte e do Sul; mesmo para os mapas relativamente imperfeitos da época, ficava evidente que havia um bom encaixe entre os continentes. A ideia, evidentemente, não passou de uma curiosidade que não produziu consequências.
Outro geógrafo, Antonio Snider-Pellegrini, utilizou o mesmo método de Ortelius para desenhar o seu mapa, com os continentes encaixados, em 1847. Como nenhuma prova adicional foi apresentada, além da consideração geométrica, a ideia foi novamente esquecida.
A similaridade entre os fósseis encontrados em diferentes continentes, bem como entre formações geológicas, levou alguns geólogos do hemisfério sul a acreditar que todos os continentes já estiveram unidos, na forma de um supercontinente.
A hipótese da deriva continental tornou-se parte de uma teoria maior, a teoria da tectônica de placas. Este artigo trata do desenvolvimento da teoria da deriva continental antes de 1959.

## A Deriva dos Continentes

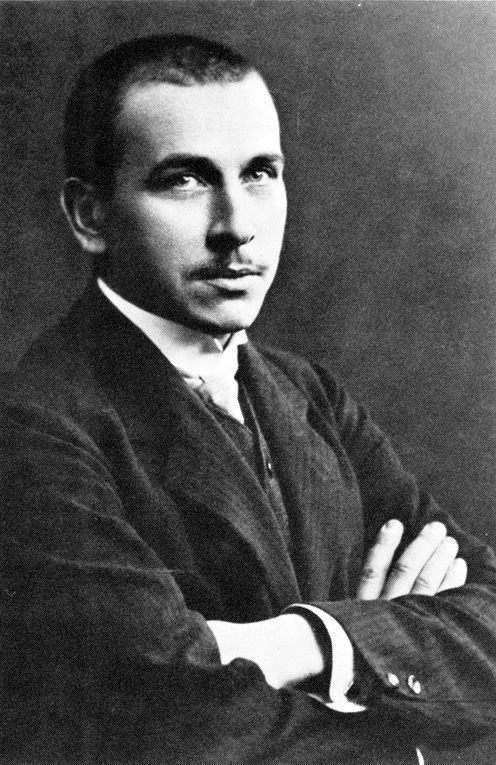
Alfred Wegener

A crosta terrestre é formada de pedaços chamados placas tectônicas, que andam à deriva sobre a camada de rocha fundida do manto. Há sete placas principais e várias outras menores. O movimento do magma no Manto Superior faz com que as placas se desloquem lentamente pelo globo, com um lado convergindo em direção a outra, ao passo que o lado oposto diverge da outra placa em contato.
Os geólogos pensam que há cerca de 325 milhões de anos toda a terra deste planeta estava unida num "supercontinente", a que chamaram Pangeia. Mas, à medida que as placas se deslocaram, a terra deste supercontinente começou lentamente a separar-se. Chama-se a este movimento a deriva dos continentes. Os mapas mostram o que os geólogos pensam sobre o modo como os continentes se deslocaram e se afastaram, até formarem as massas de terra que conhecemos atualmente.

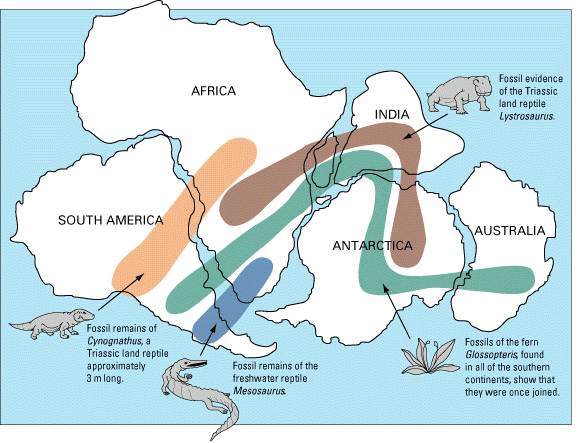
Distribuição geográfica dos fósseis gondwânicos. A distribuição de fósseis terrestres idênticos em locais atualmente isolados entre si, como América do Sul, África, Índia, Austrália e Antártida, foi um dos argumentos de Wegener para o lançamento de sua teoria da Deriva Continental.

No hemisfério sul, há cerca de 250 milhões de anos, no período chamado Jurássico, as correntes de convecção dividiram em pedaços o megacontinente Gondwana. Elas fraturaram a crosta terrestre e separaram a América do Sul, África, Austrália, Antártica e Índia. Nas regiões de Gondwana, que hoje são Brasil e África, as correntes de convecção formaram fissuras e fraturas na crosta terrestre, o que gerou derramamento de lava. A ação contínua dessas forças também rompeu completamente a crosta terrestre e formou o oceano Atlântico. Porém, ele não parecia o vasto mar que é hoje: a fragmentação de Gondwana formou apenas um pequeno oceano, que só cresceu quando Brasil e África começaram a afastar-se de forma gradual há, aproximadamente, 135 milhões de anos. Tal ideia está presente na teoria da deriva continental, que foi apresentada em 1912 pelo cientista meteorologista alemão Alfred Lothar Wegener. A teoria só foi comprovada 10 anos após a morte de Wegener, em 1940.

## Argumentos

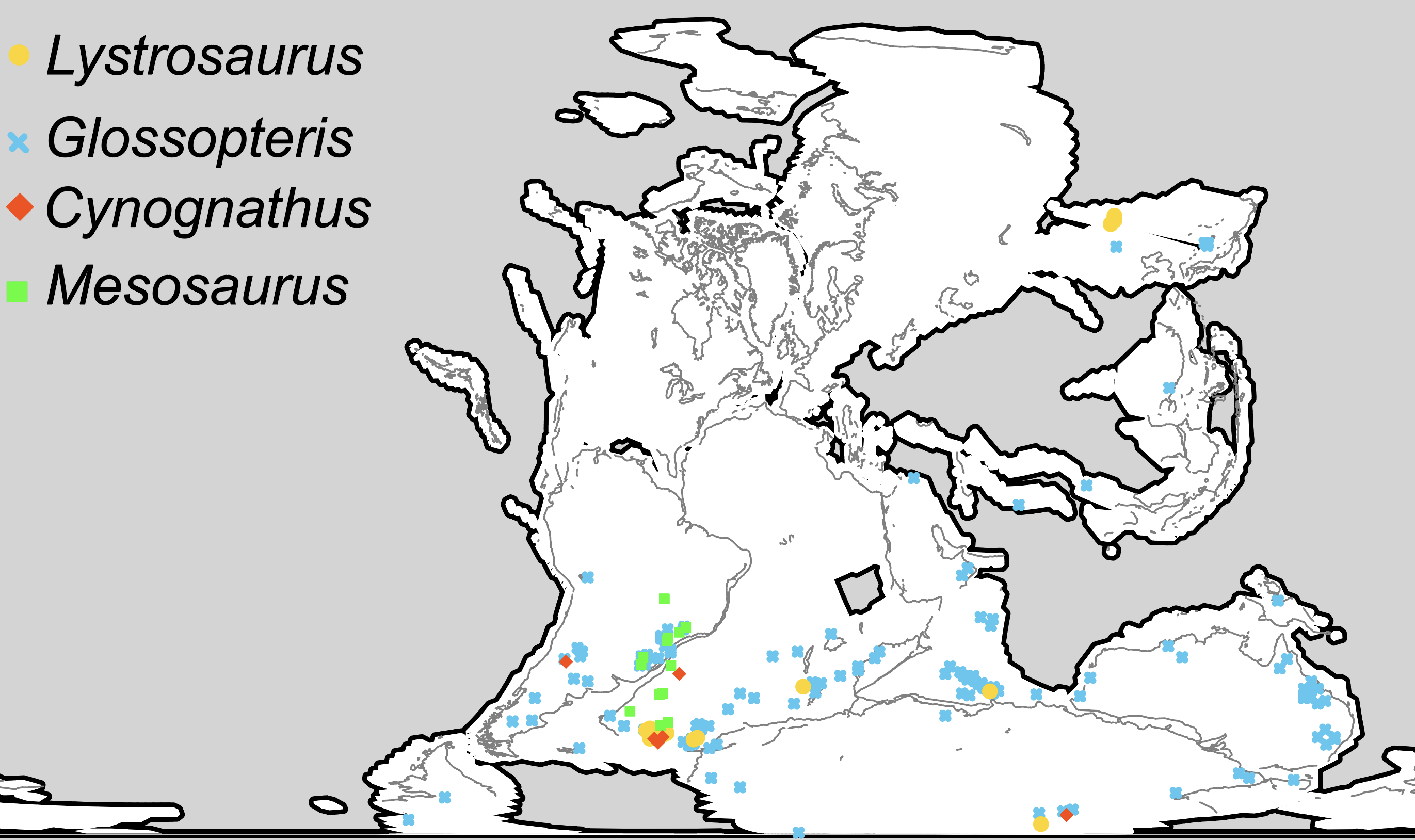
Distribuição de quatro grupos fósseis do Permiano e do Triássico, usados como evidências paleontológicas da deriva continental

- Morfológicos - Wegener observou a semelhança da complementaridade existente entre a costa ocidental de África com a costa oriental da América do Sul e, mais tarde, entre outros continentes separados atualmente.[5]

- Paleontológicos - Fósseis de espécies idênticas foram encontrados em locais que distam atualmente milhares de quilómetros, estando ainda separados por oceanos. Devido às suas características, assume-se que seria extremamente difícil que estes seres vivos tivessem percorrido estas distâncias ou atravessado os oceanos. Para além disso, cada espécie desenvolve-se num determinado habitat, o que implica que os locais afastados estiveram outrora em zonas mais próximas do planeta, pois teriam de ter o mesmo clima para possuir as mesmas espécies.[5]

- Paleoclimáticos - Os sedimentos glaciares só se formam em zonas de grandes altitudes e baixas temperaturas - polos. No entanto, foram encontrados estes sedimentos em zonas como a África do Sul ou Índia, indicando que estes locais já se encontraram outrora próximos do Polo Sul, e que, entretanto, afastaram-se - mantendo os registros rochosos.

- Litológicos - Rochas encontradas na América do Sul e África, com a mesma idade, são semelhantes (por exemplo, formadas pelos mesmos minerais). Para que isto aconteça, tiveram de estar expostas aos mesmos fenómenos de formação habituais nas rochas. Pelo contrário, as rochas formadas atualmente nesses locais apresentam características diferentes. Existe ainda continuidade de formações rochosas entre as duas costas - como, por exemplo, cordilheiras montanhosas.